# Lycus descarpentriesi
Lycus descarpentriesi là một loài bọ cánh cứng trong họ Lycidae. Loài này được Marie miêu tả khoa học năm 1968.